# ソテル (ローマ教皇)
ソテル（Soter、? - 174年?）は、ローマ教皇（在位：167年 - 174年）。カトリック教会の聖人であり、伝承では他の初期教皇たちと同じように殉教者であったとされてきた。記念日は4月22日。ソテルは死後、カリクトゥス墓地に埋葬されたという。彼は初めて「結婚式に司祭の立会いがなければ無効である」と宣言したといわれている。